# Pelagonema norvegicum
Pelagonema norvegicum is een rondwormensoort uit de familie van de Oncholaimidae. De wetenschappelijke naam van de soort is voor het eerst geldig gepubliceerd in 1939 door Allgén.